# Stridsörn
Stridsörn (Polemaetus bellicosus) är en fågel i familjen hökar inom ordningen hökfåglar. Den är jämte kronörnen Afrikas största rovfågel. Arten minskar kraftigt i antal och anses numera vara starkt utrotningshotad.

## Utseende
Stridsörnen är en mycket stor rovfågel, med kroppslängden 78–96 cm, vingbredden 188–227 cm och en vikt på 3–6,2 kg. Den har påtagligt stort huvud och långa, breda svartaktiga vingar. På ovansida, huvud, strupe och övre delen av bröstet är den mörkbrun, medan restena av undersidan är vit med bruna fläckar. Den gråvita ungfågeln liknar ung kronörn, men har kortare stjärt, längre vingar och rent vit undersida. Ögat är gult, vaxhuden och fötterna gröngrå.

## Utbredning och systematik
Stridsörnen förekommer i Afrika söder om Sahara, från Senegal och Gambia i Västafrika genom västra och centrala Afrika till Eritrea, Etiopien och Somalia och söderut till Sydafrika. Den behandlas som monotypisk, det vill säga att den inte delas in i några underarter.

### Släktskap
Stridsörnen placeras som ensam art i släktet Polemaetus. Den brukade tidigare räknas till apörnarna, en grupp av inte särskilt nära besläktade fåglar som liknar varandra på grund av evolutionskonvergens. Istället är den släkt med bland annat örnarna i Aquila, Hieraaetus och Clanga.

## Levnadssätt
Stridsörnen föredrar öppna skogsmarker, skogsbryn och andra öppna miljöer som öken, stäpp, savann och buskmarker. Den undviker vanligen bebyggelse. Arten påträffas mestadels under 1500 meters höjd, tillfälligt upp till 3000 meter.
Födan består av ryggradsdjur med en vikt på 1–5 kg, som stora fåglar (höns- och andfåglar), varaner eller däggdjur som harar, mungor, apor, små antiloper eller klippgrävlingar.

## Status
Stridsörnen tros minska mycket kraftigt i antal på grund av födobrist, förgiftning, habitatförlust, miljöförstöring och kollision med kraftledningar. IUCN kategoriserar arten som starkt hotad (EN).